# Creative PC-CAM 750
La Creative PC-CAM 750 es una cámara digital de la gama alta de la serie PC-CAM de Creative Labs. Se puso en venta en agosto de 2002, sucediendo a la Creative PC-CAM 600. Tiene formas redondeadas, con elipses y círculos, pensada para acomodarse en la mano derecha (no existe versión para zurdos) y un tamaño de 114 x 75 x 32 mm (valores máximos). En modo cámara autónoma se alimenta mediante cuatro pilas AAA que se alojan bajo una trampilla en la parte de la empuñadura. El disparador se encuentra en lo alto, justo para poder pulsarlo con el dedo índice. En la parte izquierda de la cámara está el foco de lente fija, por encime de él el visor óptico y entre ambos a su derecha el flash estroboscópico. Bajo el flash, un led indicador de conexión al PC. En el lateral izquierdo está el conector USB mini-A. En la base se encuentra el alojamiento del tornillo de trípode que se usa también para estabilizarla en la base. En la trasera se encuentra una mini pantalla LCD con indicadores de funciones activadas y contador de fotos (carece de visor de las fotos tomadas). Encima está el interruptor de encendido/apagado y debajo el botón de modo funcionamiento y el botón de modo Flash. Bajo ambos el micrófono incorporado. Junto al visor, un led indica que al cámara está lista para su uso.
En la caja viene la cámara, una correa de sujeción, cuatro pilas alcalinas, una base para usarla de Webcam en el escritorio, un cable USB de dos metros con conectores A y mini-A y un CD-ROM con software ( drivers de la cámara, PC-CAM Center, WebCam Control, WebCam Monitor, Ulead PhotoExpress MCE & VideoStudio, Microsoft NetMeeting y Microsoft Internet Explorer). El software es uno de los puntos más criticados por los usuarios, pues de extraviarse no es posible descargarlo completo de la web del fabricante. Sin embargo Creative ha patrocinado desarrollos Open Source para sus cámaras. al menos para su uso como webcam. Aunque soporta TWAIN sus drivers dejan mucho que desear, provocando conflictos con otros dispositivos (no es posible, por ej., tener conectados a la vez la cámara con varios modelos de Escáner de computadora USB fabricados por Acer, aunque sólo se vaya a emplear uno)
Puede funcionar en tres modos : cámara fotográfica independiente, grabadora de vídeo con soporte de audio y webcam. Sólo dispone de los 16 MB de su memoria interna, no soportando ningún tipo de tarjeta.

## Características
- Color XGA (1024 x 768 píxeles) y sensor de imágenes CCD con una sensibilidad a la luz de 10 lux
- 16 MB de memoria no volátil en placa para el almacenamiento de archivos
- Pantalla LCD con contador para indicar el número de fotografías realizadas y el modo de captura de imágenes fijas
- Botón Instantánea para realizar fotografías y grabación de vídeos y sonido cuando se utiliza como cámara autónoma
- Flash estroboscópico inteligente que ajusta de manera automática la intensidad del flash según el entorno.
- Indicadores led para mostrar el estado de activación y de preparación de la cámara
- Lente de cristal de doble abertura de alta calidad, enfoque libre y resistente a arañazos
- Visor óptico incorporado
- Conexión USB con soporte Windows 98, Windows Me, Windows 2000 y Windows XP
- Admite Microsoft Windows Image Acquisition (WIA)
- Compatibilidad con WDM MiniDriver para DirectShow y Video for Windows
- TWAIN
- Soporte de prácticamente con todas las aplicaciones para cámaras, incluida Microsoft NetMeeting
- Admite Microsoft Still Image (STI)
- Alimentación mediante cuatro pilas AAA (modo cámara autónoma, hasta 1.000 imágenes con flash y 3.000 sin) o por puerto USB (si se usa un concentrador, debe poseer alimentación propia)
- Control de exposición y equilibrado de colores automático (manual opcional por software)
- Botón del modo Funcionamiento para seleccionar cuatro modos diferentes de captura de imágenes :
  - Cámara independiente
    - Hasta 20 imágenes JPEG de 1600 x 1200 (con interpolación de software)
    - Hasta 85 imágenes JPEG de 1024 x 768
    - Hasta 200 imágenes JPEG de 640 x 480
    - Hasta 75 segundos de vídeo (352 x 288 píxeles)
    - Hasta 60 minutos de sonido

  - Cámara conectada:
    - Captura vídeo a hasta 30 fotogramas por segundo con resoluciones de 320 x 240, 176 x 144 y 160 x 120 píxeles y hasta 15 fotogramas por segundo a 640 x 480 y 352 x 288 píxeles
    - Captura fotos en color de 24 bits en las siguientes resoluciones:
      - 1600 x 1200 (con interpolación de software)
      - 1280 x 960 (con interpolación de software)
      - 1024 x 768
      - 800 x 600
      - 640 x 480
      - 320 x 240
      - 160 x 120
- Formatos de vídeo : 4:2:0 YUV Planar

- Datos: Q5790672